# Aleiodes gastritor
Aleiodes gastritor é uma espécie de insetos himenópteros, mais especificamente de vespas parasíticas pertencente à família Braconidae.
A autoridade científica da espécie é Thunberg, tendo sido descrita no ano de 1822.
Trata-se de uma espécie presente no território português.